# Carlos Guido y Spano
Carlos Guido y Spano (nome completo: Carlos Rufino Pedro Ángel Luis Guido y Spano; Buenos Aires, 19 gennaio 1827 – Buenos Aires, 25 luglio 1918) è stato un poeta argentino.

## Biografia
Figlio del generale Tomás Guido, che partecipò alla guerra di indipendenza e della cilena María del Pilar Spano y Ceballos.
La prima parte della sua vita si può definire avventurosa, perché a causa dell'instabile e ribollente situazione politica argentina, Guido y Spano fu costretto all'esilio, dapprima in Brasile, poi in Francia, dove fu testimone degli eventi della Rivoluzione del 1848, e dopo un breve soggiorno in Uruguay, nuovamente in Brasile.
Solo alle soglie dei cinquant'anni riuscì a ritornare sul suolo natio, per concedersi una seconda parte di vita sicuramente più tranquilla e felice, durante la quale svolse la professione di funzionario di stato, di politico, di ministro del dipartimento nazionale dell'agricoltura, di giornalista e di poeta, apprezzato sia dal pubblico sia dalla critica letteraria. Diresse l'Archivo General de la Nación e fu consigliere del Consejo Nacional de Educación.

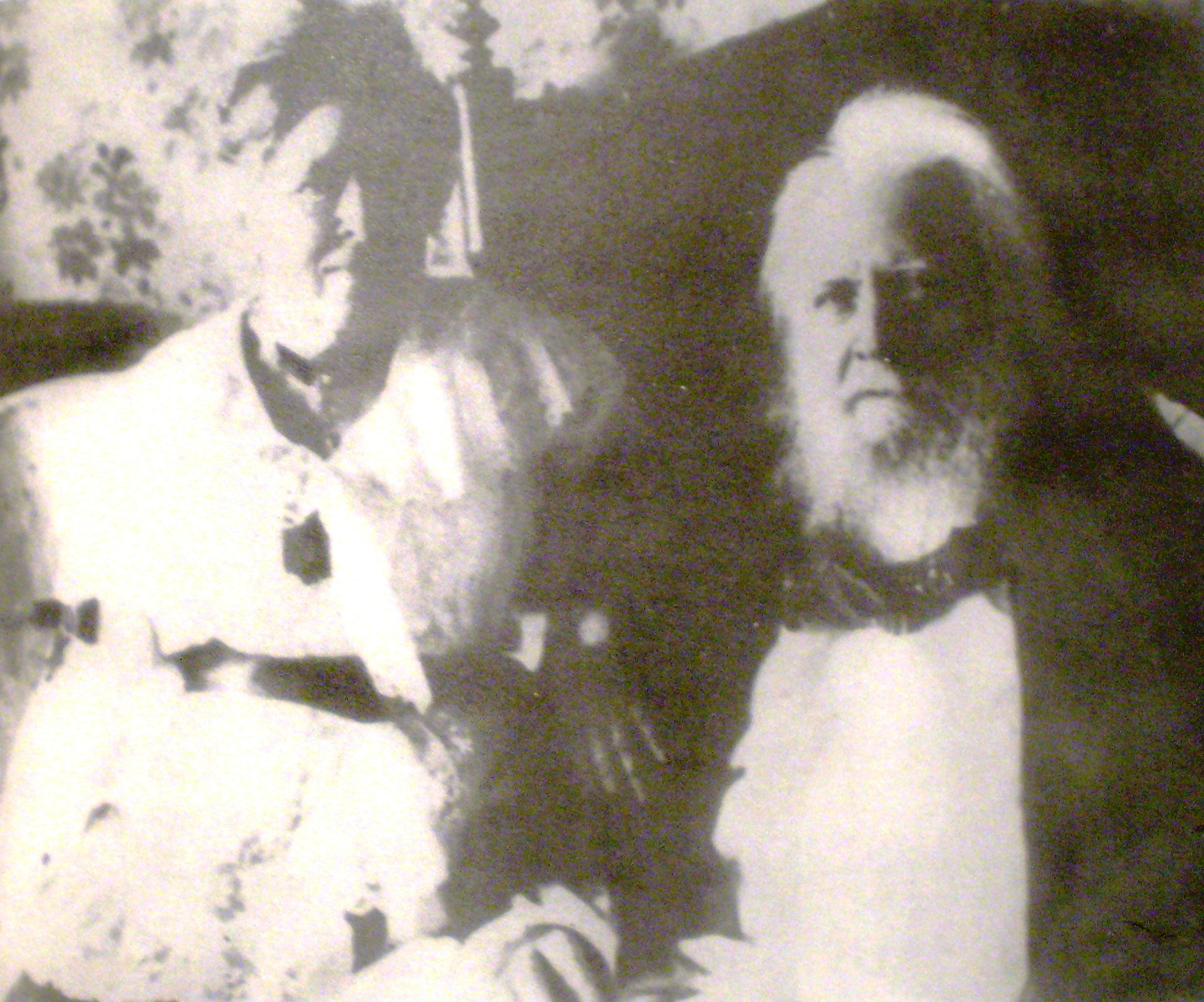
Carlos Guido con la moglie Micaela Lavalle.

Nel 1879 pubblicò un volume in prosa autobiografico, intitolato Ráfagas, incentrato proprio sulla narrazione delle sue peripezie e, nello stesso tempo, su una profonda critica della società contemporanea, ritenuto il suo lavoro in prosa più significativo.
Solamente nel 1871 Guido y Spano si avvicinò alla poesia, con il volume Hojas al viento, che evidenziò il suo gran bagaglio culturale, variegato e di respiro internazionale, ponendolo un gradino più avanti rispetto ai suoi colleghi argentini contemporanei, rimasti ancora aderenti alla corrente romantica.
Già dall'opera d'esordio, Guido y Spano si distinse per la fertilità linguistica e per uno stile composito e duttile.
Nel suo primo libro, Guido y Spano inserì poesie più aderenti al romanticismo, quali la celeberrima Nenia, suscitata dalla guerra in Paraguay, ma anche altre di tendenze parnassiane e pre-moderniste, evidenziate dalla creazione di nuovi schemi metrici.
Nelle raccolta successiva, intitolata Ecos lejanos, del (1895), il suo stile si intrise di plasticità, mentre i contenuti spaziarono dai grandi temi degli ideali umani e morali, fino agli eventi nazionali e alle vicende familiari.
Complessivamente, il lavoro di Guido y Spano, uscì fuori dagli schemi consolidati e tipici della poesia argentina ottocentesca, per inserirsi invece nel grande filone classicheggiante.